# Nikolaj Manasein

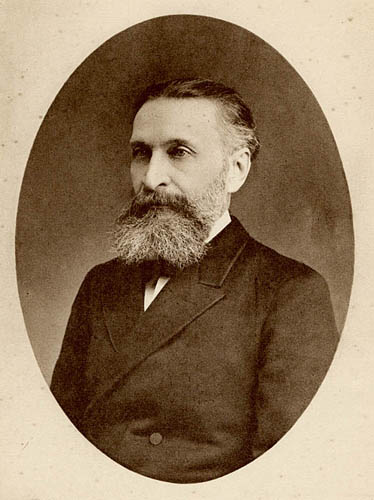
Nikolaj Manasein

Nikolaj Avksentjevitj Manasein (ryska: Николай Авксентьевич Манасеин), född 1834 eller 1835 i Kazan, död 1895, var en rysk politiker. 
Manasein blev 1877 byråchef i justitiedepartementet, 1880 senator, var 1885–94 justitieminister och blev sedan medlem av riksrådet. År 1832 ledde han en revision i Livland och Kurland med syfte att beivra en del lagöverträdelser och förbereda de baltiska provinsernas inkorporering i det allmänna ryska rättsskicket. 
Manaseins energiska verksamhet framkallade stark rörelse hos letter och ester, som framställde en mängd reformkrav rörande kyrka, skola och kommunalväsen. Hans 1884 framlagda rapport tjänade i många avseenden till grundval för omgestaltningen ("förryskningen") av de rättsliga förhållandena i de ryska östersjöprovinserna. Genom lagen av den 12 februari 1887 vidtogs många förändringar i den ryska rättskipningen i strid mot 1864 års reformprogram, till exempel det nya stadgandet, att antagande av icke-kristna trosbekännare i jury gjordes beroende av justitieministerns godtycke.